# 김신일 (연출가)
김신일(1972년 ~ )은 대한민국 KBS 드라마본부의 PD이다.

## 경력
- KBS 드라마본부 PD
- KBS TV제작본부 드라마운영팀장
- KBS 드라마본부 편성기획팀장 (부장급)
- KBS 콘텐츠전략본부 드라마센터 CP

## 작품
- 2010년 KBS2 수목 특별기획 드라마 《추노》 ... 프로듀서
- 2010년 KBS2 월화 미니시리즈 《구미호: 여우누이뎐》 ... 프로듀서
- 2012년 KBS1 전원 드라마 《산 너머 남촌에는 2》 ... 프로듀서
- 2013년 KBS2 저녁 일일시트콤 《일말의 순정》 ... 연출
- 2015년 KBS1 대하드라마 《징비록》 ... 프로듀서
- 2016년 KBS2 단막극 《KBS 드라마 스페셜 - 아비》 ... 연출
- 2016년 KBS2 TV소설 《저 하늘에 태양이》 ... 연출
- 2019년 KBS2 단막극 《드라마스페셜 그렇게 살다》 ... 연출
- 2020년 KBS2 저녁 일일드라마 《위험한 약속》 ... 연출
- 2024년 KBS2 저녁 일일드라마 《피도 눈물도 없이》 ... 공동연출